# Mohammadmobin Azimi
Mohammadmobin Gholamali Azimi (pers. محمدمبین عظیمی; ur. 2003) – irański zapaśnik walczący w stylu wolnym. 
Brązowy medalista mistrzostw Azji w 2025. Mistrz świata juniorów w 2023 i Azji w 2022 i 2023 roku. 